# Музей української домашньої ікони
Музей української домашньої ікони і старожитностей "Душа України" є частиною історико-культурного комплексу Замок Радомисль у місті Радомишль (Житомирська область, Україна). Це перший і єдиний в Україні музей українських домашніх ікон, а також перший і єдиний у світі приватний музей українського сакрального мистецтва. 

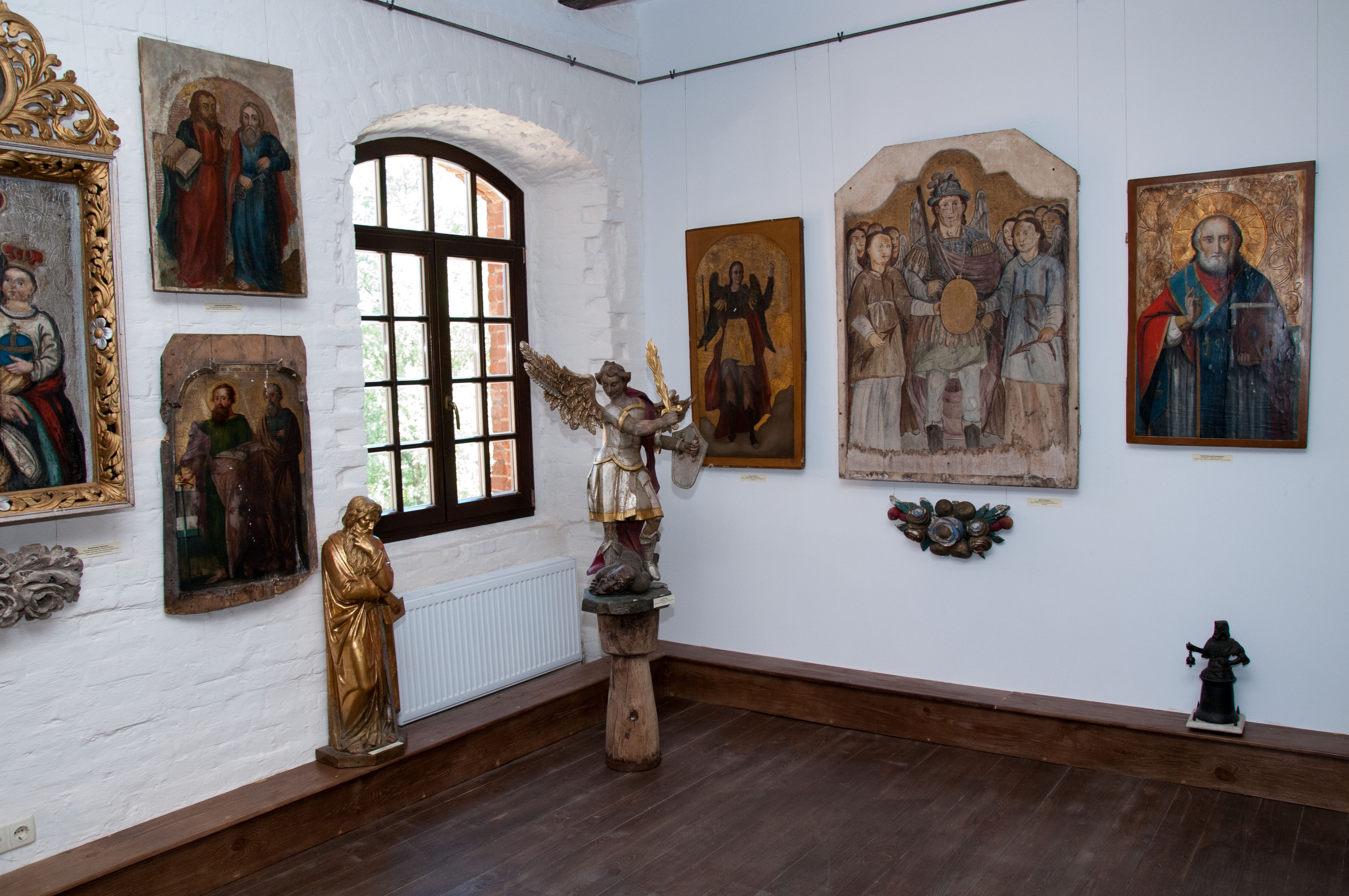
Обрядовий зал

20 вересня 2024 року Історико-культурний комплекс "Замок-музей Радомисль" був внесений до Національного реєстру рекордів України за номінацією "Перший в Україні музей української домашньої ікони"
В основі музейного фонду — особиста колекція домашніх ікон, зібраних відомим українським лікарем і громадським діячем, доктором Ольгою Богомолець. Зараз фонд налічує до 5000 образів і скульптур з різних куточків України — Київської області, Слобожанщини, Поділля, Волині, Полісся, Сіверщини, Таврії, Буковини, Галичини, Закарпаття, Запоріжжя. Ікони, представлені в експозиції Музею, несуть на собі специфічні риси регіональних традицій українського іконопису. Серед них не тільки православні, а й католицькі і унійні ікони.
Власне заради Музею української домашньої ікони і створювався весь історико-культурний комплекс в Радомишлі, коли перед Ольгою Богомолець стало питання про пошук приміщення для її колекції. За задумом власниці колекції, зібрані нею ікони повинні бути таким чином повернені людям і тим самим сприяти поверненню їх історичної пам'яті.
Першу ікону для своєї колекції (о́браз Ісуса Христа) Ольга Богомолець купила лишень за 1 гривню навесні 1997 року на одному з «блошиних ринків» Сінного ринку в Києві. Надалі колекція поповнювалася з різних джерел. Багато з ікон, так само як і перша, були куплені на барахолках і «товчках». За словами Ольги Богомолець, це були «ікони-сироти». Деякі з ікон були подаровані.
Образи́, зібрані в колекції музею ікон, написані як професійними майстрами, так і талановитими аматорами з простолюду. Всі вони різною мірою володіли технікою малювання. Проте їх творіння цінні, перш за все, тим, що дають нам недогматичне, живе народне бачення невидимого, духовного світу. Іноді народні художники використовували для своїх картин сюжети не тільки біблійні або євангельські, а й української народної християнської міфології.

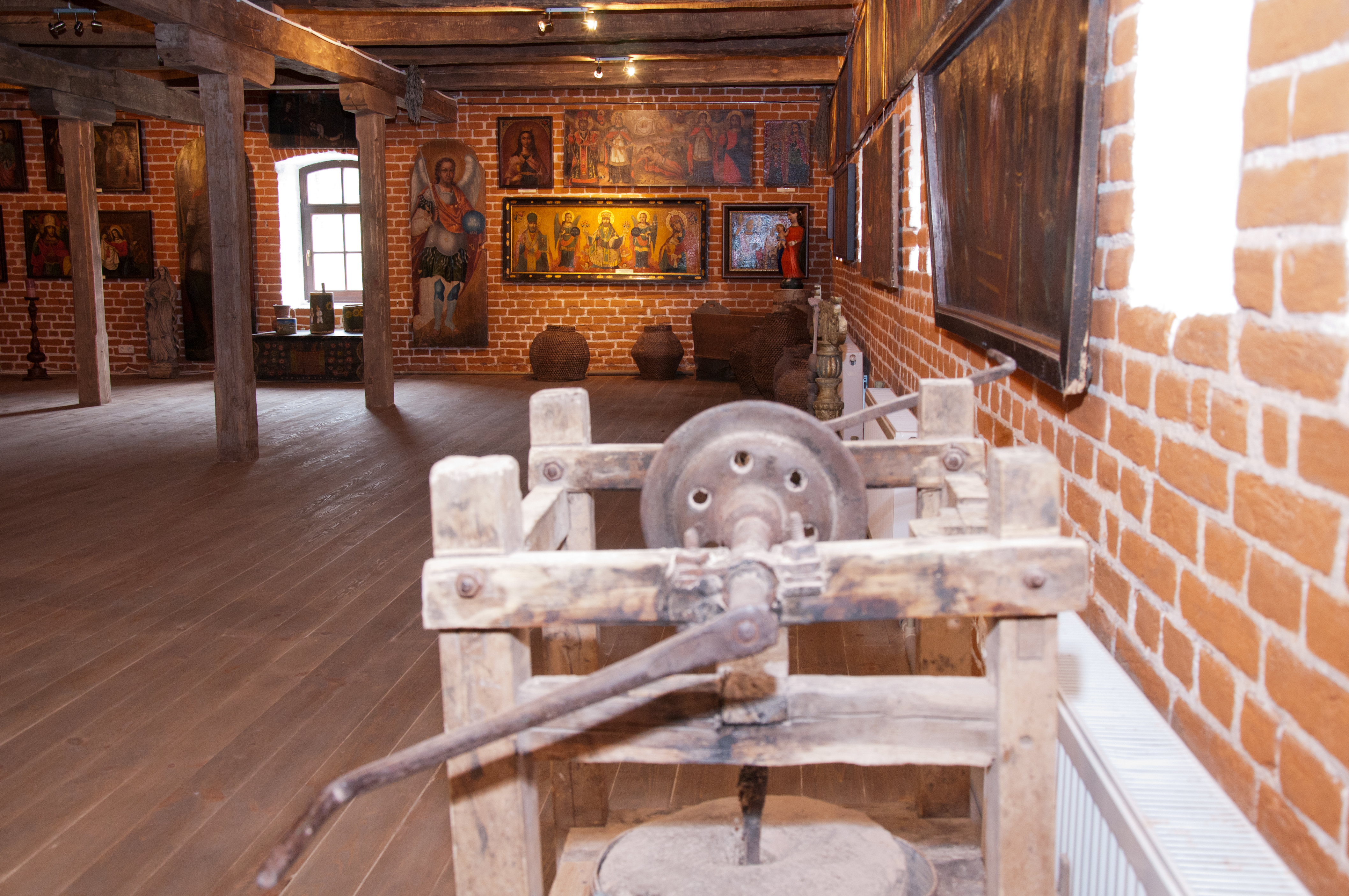
Українські домашні іконостаси і предмети побуту

Експонуються також «сімейні» іконостаси, написані на величезних довгих полотнах. На них зображували, поруч з Ісусом, Дівою Марією і Миколою Чудотворцем лики святих, чиї імена носили мешканці будинку. По тому, які святі були намальовані, можна було дізнатися, як звали господарів будинку, де ікона перебувала.

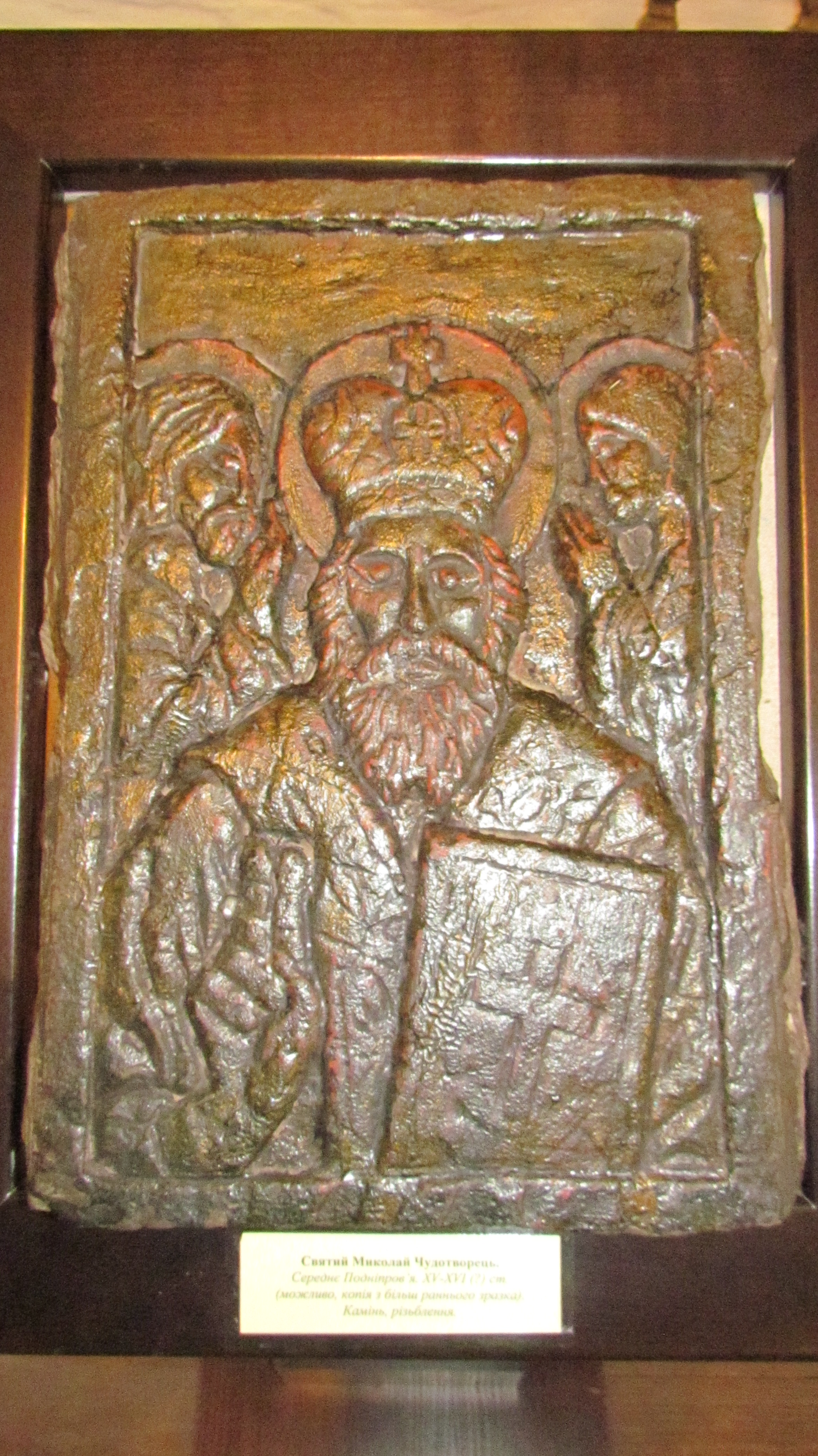
Кам'яна ікона Миколи Чудотворця. Одна з небагатьох чудодійних у музеї

Унікальною пам'яткою музею є кам'яна ікона святого Миколи Чудотворця. Кам'яні ікони — явище досить рідкісне, в Україні їх збереглося дуже мало. Поширені вони були в Х-XIII ст. за часів Київської Русі і ще в XVI столітті використовувалися для богослужінь.
Особливе місце займають в колекції ікони святого Стиліана (Устиніана) Пафлагонського. Вони зображують старця, який тримає в руках сповите дитя перед образом Богородиці. До нього зверталися, щоб навчив дітей розуму. Він також вважався заступником дітей, померлих при народженні, які не встигли прийняти хрещення. Осиротілі батьки вірили, що святий Устиніан заступиться за цих дітей і їхні душі потраплять до раю.
Є в музеї образи́, які зберігають на собі відбиток часів войовничого атеїзму. Серед них — прострелена ікона Архистратига Михаїла, святий Пантелеймон з виколотими очима, скриня, зроблена з образів безголових, віконниці, зроблені з розпиляного надвоє образу Святого Миколая та багато інших. Деякі ікони були витягнуті їх колишніми власниками з полум'я, куди їх кинули комсомольці. "Сліди наруги на іконах — не менш значущі, ніж віртуозно виписані деталі, — вважає Ольга Богомолець. — Тому за порадою фахівців було вирішено: реставрувати мінімально, тільки обережне очищення, консервація та фіксація".
Окрім ікон, колекція Музею містить добірку народних картин з традиційними українськими сюжетами, портрети гетьманів України 
У музейних фондах «Замку Радомисль» знаходиться також багата колекція предметів старовинного українського побуту. Серед них — сімейні скрині, одяг та вишиті рушники з різних регіонів України (кінець ХІХ ст. - середина 1960-х рр.), домашнє начиння (праски, прядки, ступи, рубелі з качалками, плетені непроникні посудини для води, посуд, кераміка тощо), човни-довбанки, сільськогосподарський реманент, вози, сани, дитячі люльки та колиски.
Окрема експозиція присвячена побуту аристократії. В ній присутні старовинні меблі (столи, стільці, секретери, шафи) XVIII - початку ХХ ст., канделябри, дзеркала, музичні інструменти (фісгармонії), звуковідвторюючі пристрої (грамофони, патефони, віктроли, фонограф системи Едісона, колекція грамплатівок).
У фондах Музею також перебуває колекція стародруків XVII-XIX ст. - релігійні, нотні та енциклопедичні видання. 
Особливий інтерес становить колекція фотографій з українських фотомайстерень другої половини ХІХ — початку ХХ ст. Серед них — фотопортрети з майстерні відомого українського фотографа польського походження Альфреда Федецького, автора першого німого фільму, відзнятого на території України.

Українські мистецтвознавці порівняно недавно звернули увагу на домашню ікону як на унікальне явище національної культури. Сталося це завдяки Ользі Богомолець, яка власне і ввела в науковий обіг термін «домашня ікона». Її дослідження народного іконопису визнані фахівцями-мистецтвознавцями.

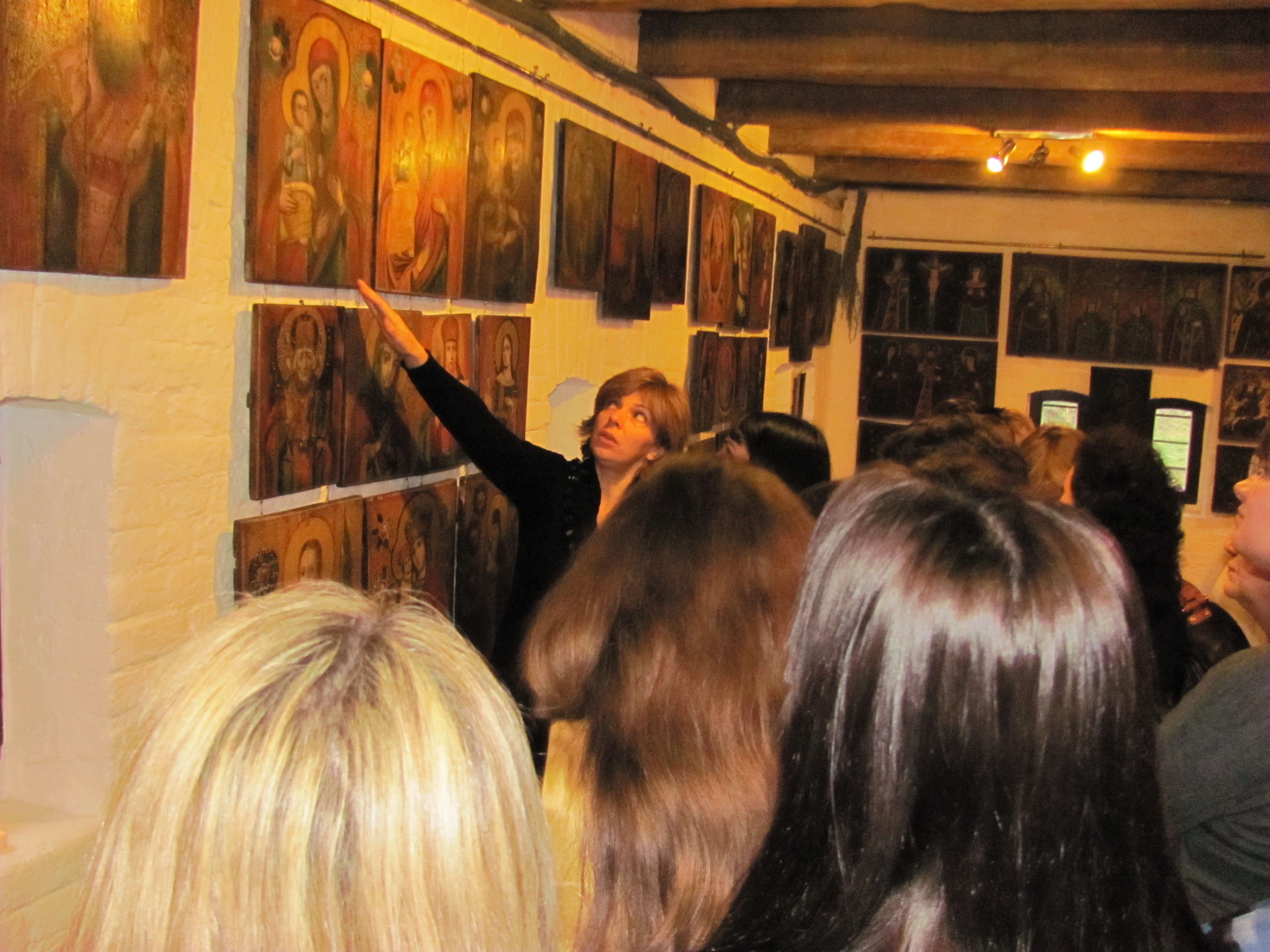
Ольга Богомолець проводить екскурсію залами створеного нею музею

Ольга Богомолець неодноразово влаштовувала виставки своєї колекції в столиці України (в Національному музеї російського мистецтва, в Українському домі (під час візиту Вселенського патріарха Варфоломія), в музеї Тараса Шевченка, в артхолі «Кайрос») та інших містах України. Кілька разів виступала з лекціями про домашні ікони в українських вишах — зокрема в Києво-Могилянській академії.

## Галерея

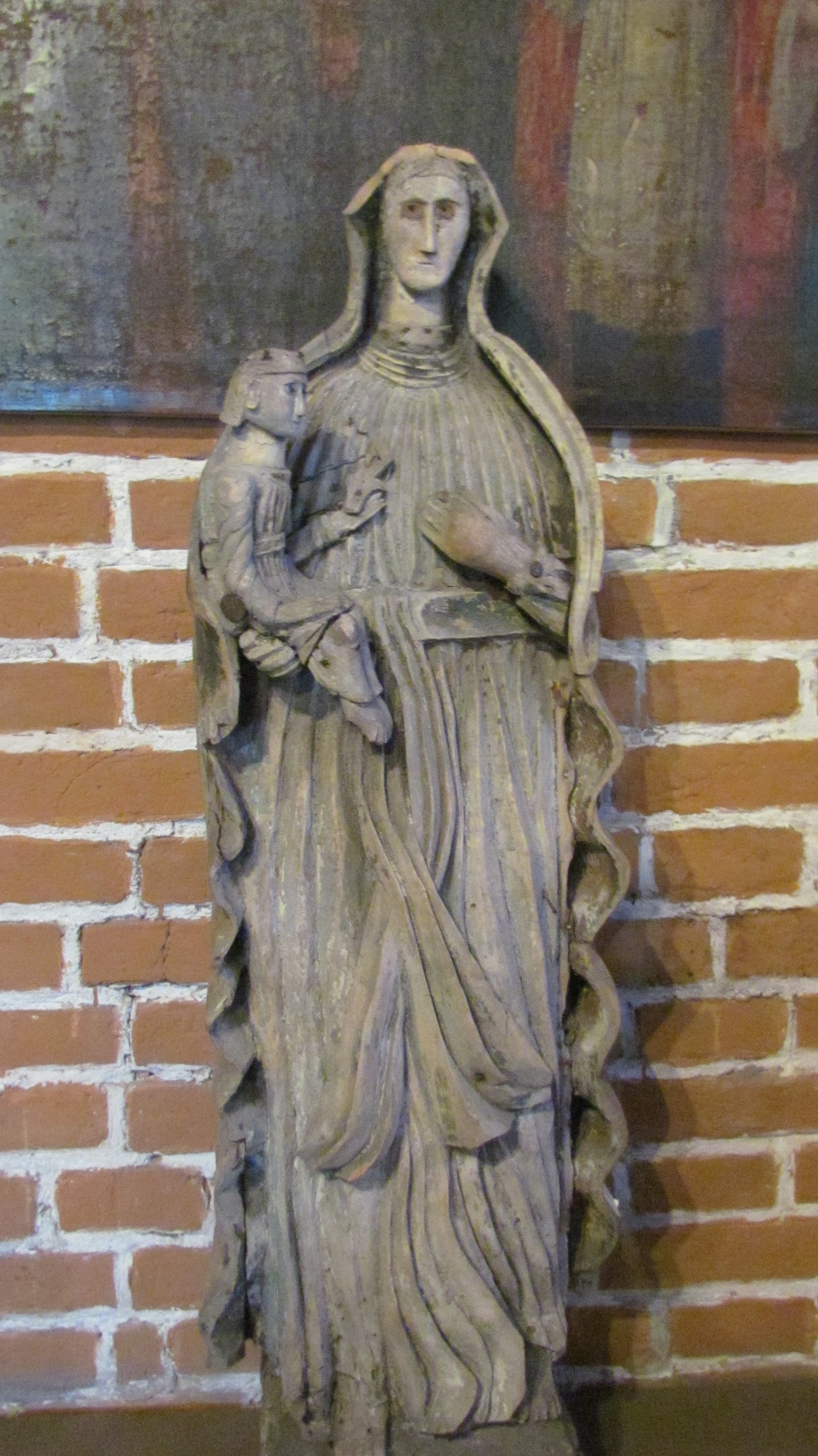
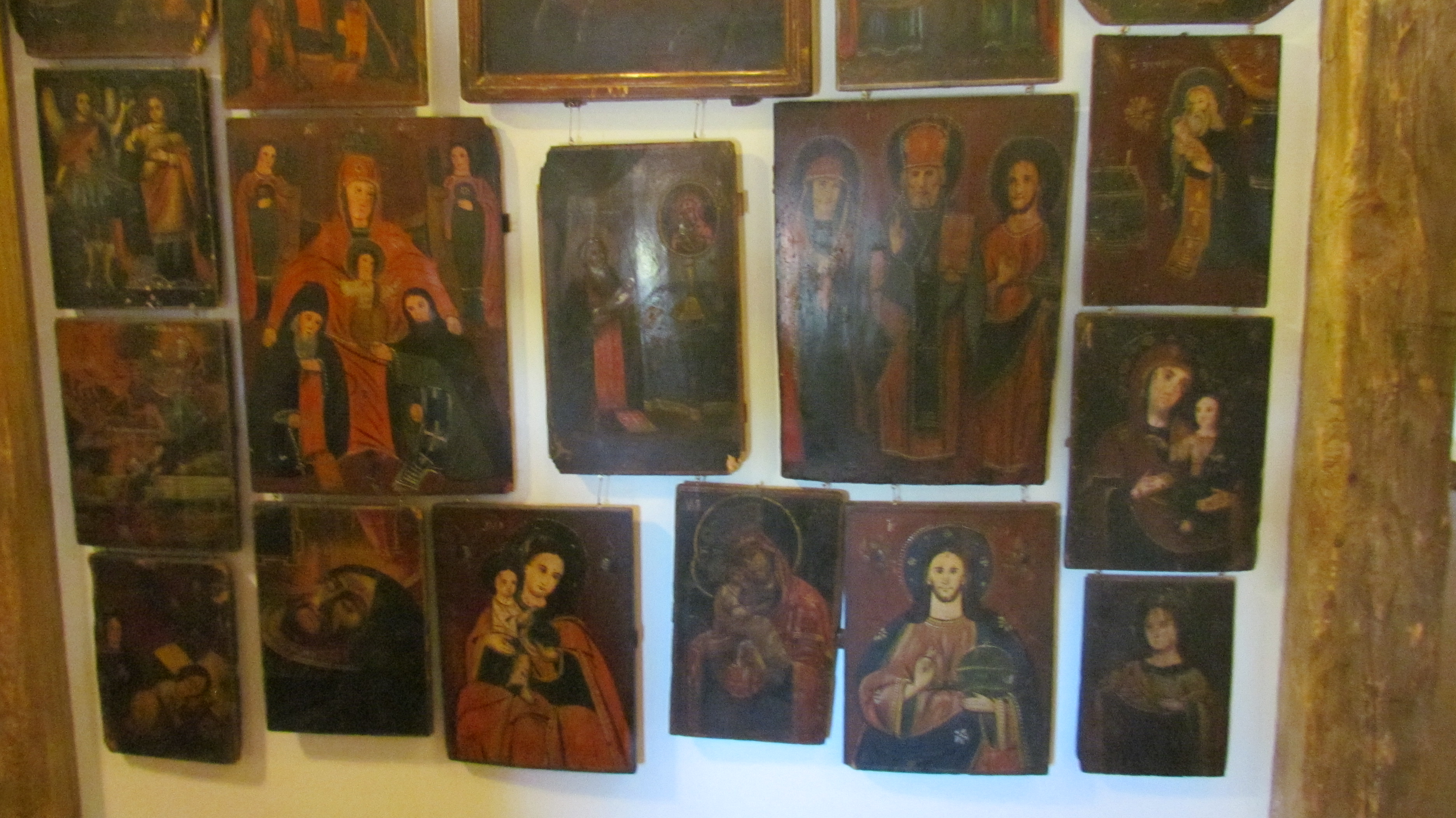
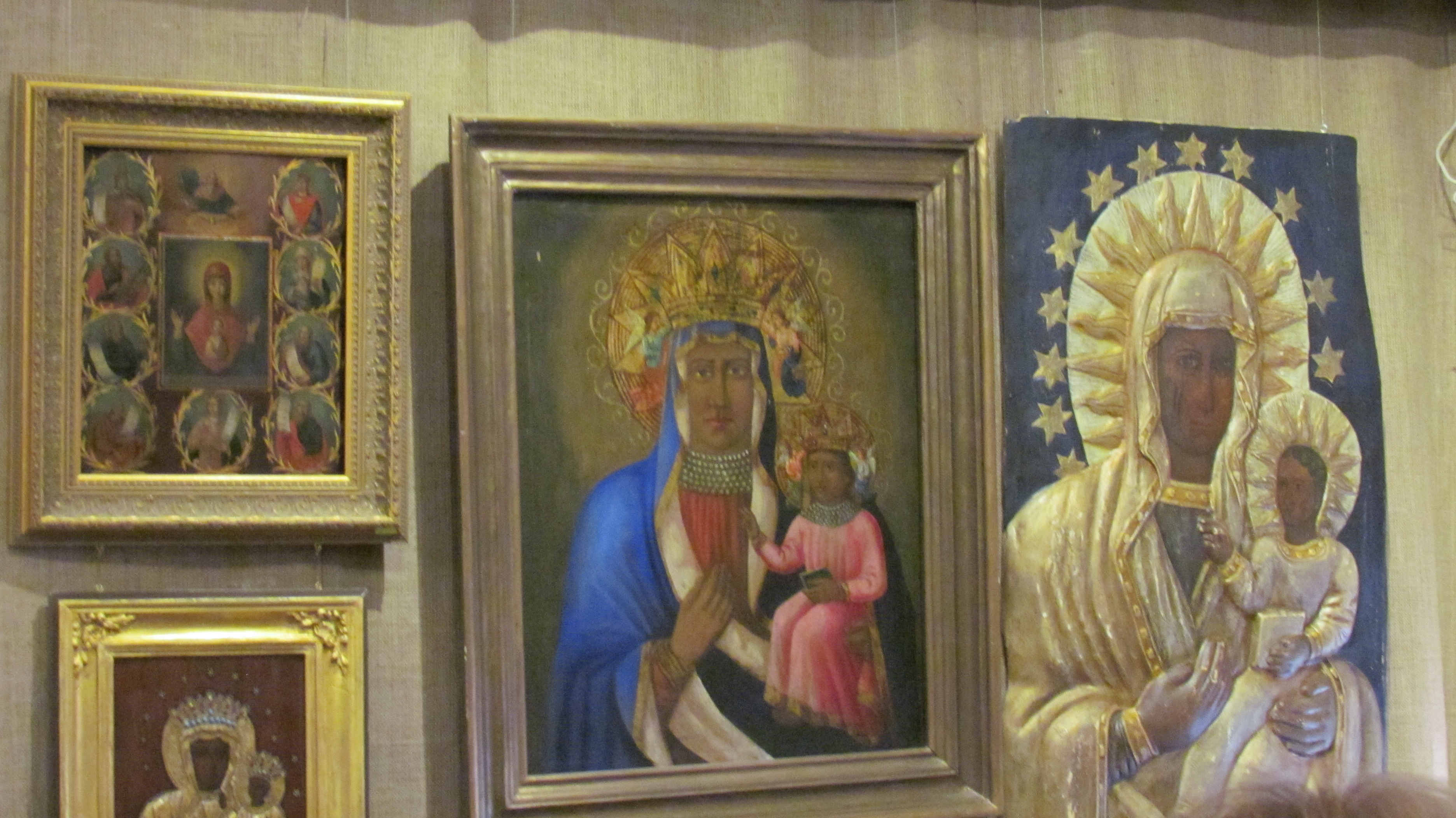
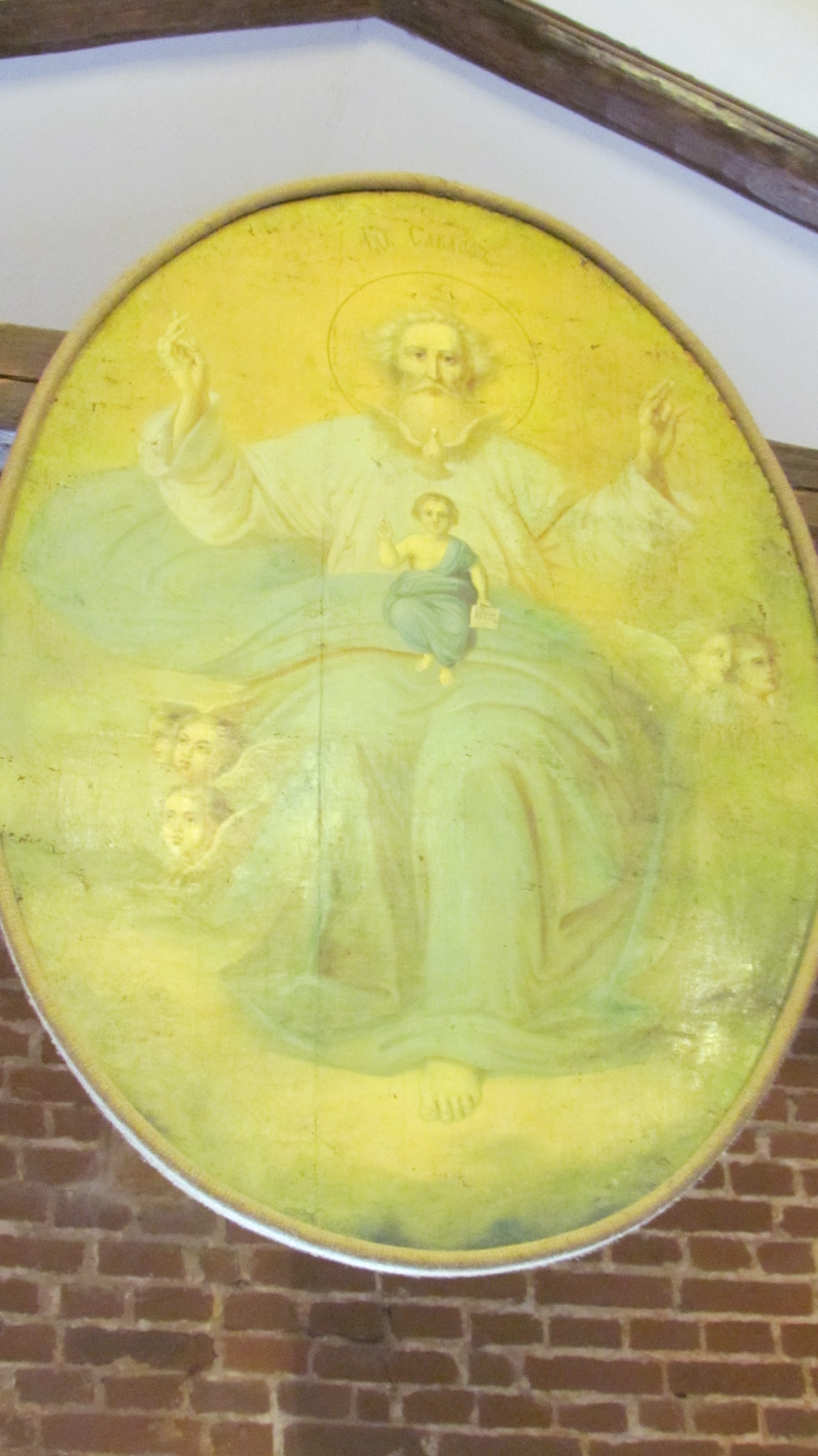
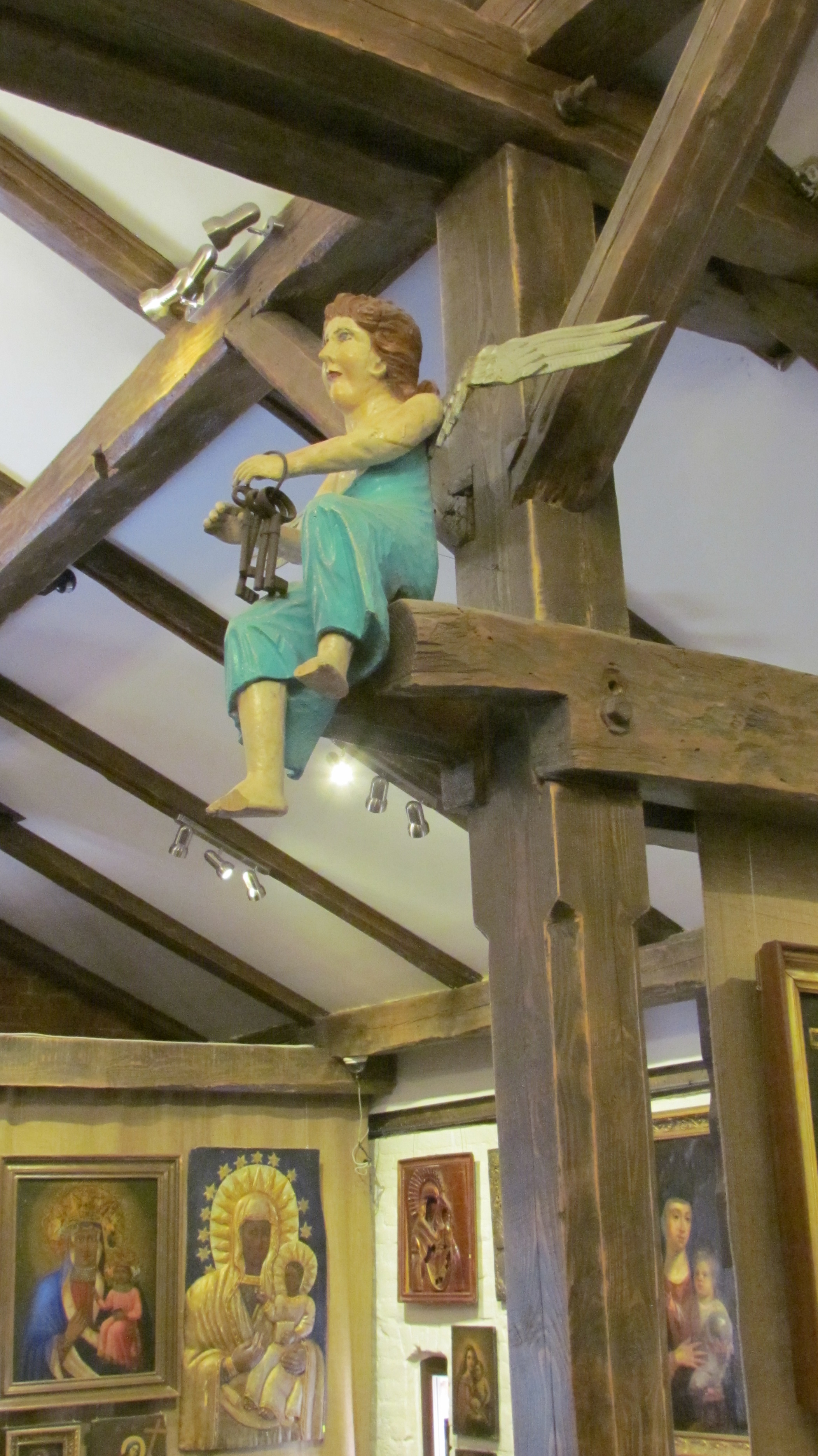
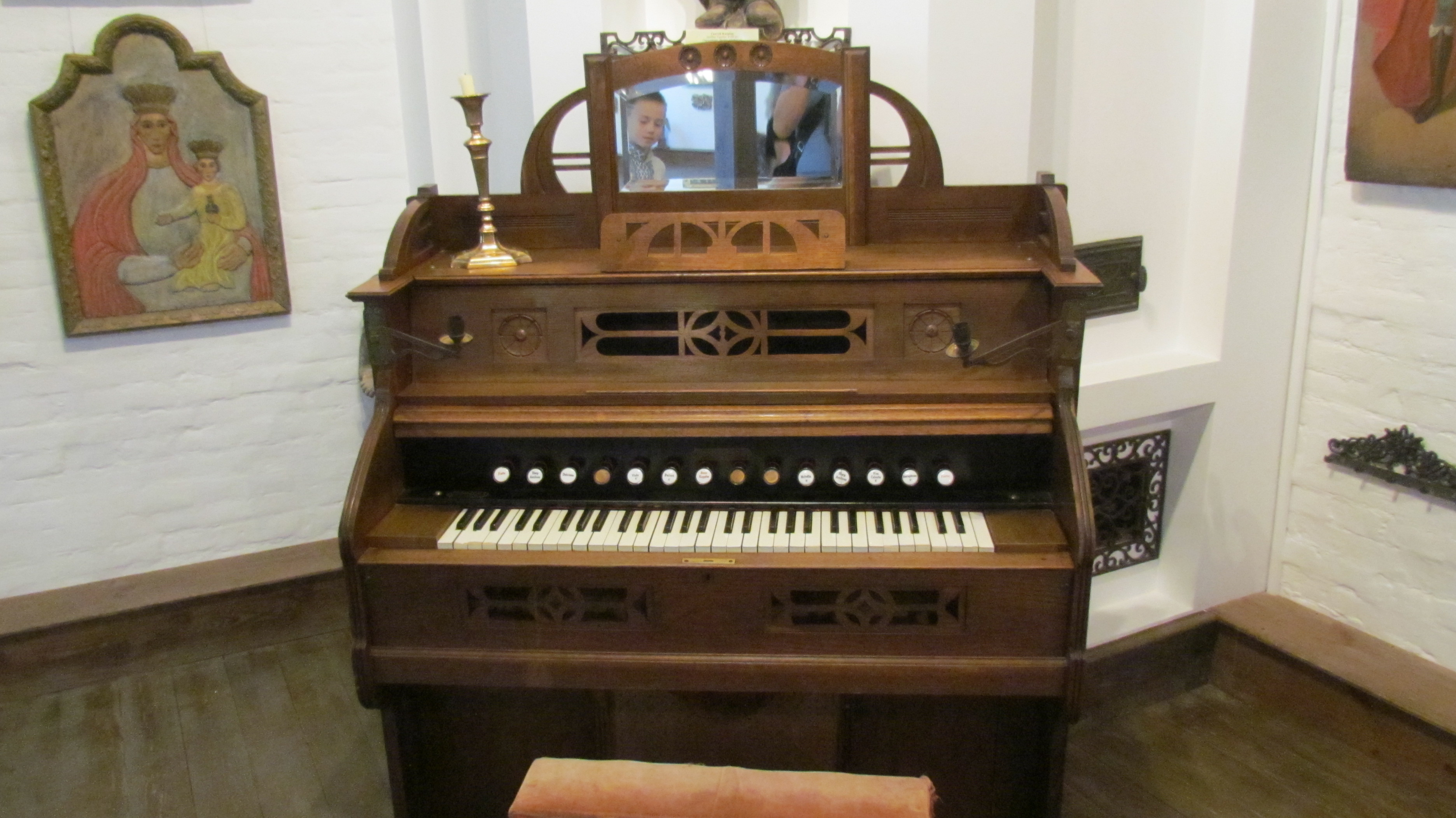